# 岩橋英遠
岩橋 英遠（いわはし えいえん、1903年1月12日 - 1999年7月12日）は、日本画家、文化勲章受章者、日本芸術院会員。

## 人物
北海道空知郡江部乙村（現在の空知管内滝川市江部乙町）に、熊本県出身の屯田兵岩橋浅次と妻きくの長男として生まれる。本名・英遠（ひでとお）。
同村立北辰尋常高等小学校を卒業後、農業を手伝いながら独学で絵を描く。21歳で上京、山内多門の画塾に入る。師の死後は安田靫彦門下となる。院展同人として活躍し、日本画新時代の一翼を担う。洋画の手法も取り入れつつ、独自の自然観照による写実的でありながら幻想的でもある印象のある絵画世界を創造し続け、享年まで日本画壇の重鎮として活躍した。東京芸術大学教授、日本美術院理事を経て、日本芸術院賞、1981年日本芸術院会員、1989年に文化功労者、1994年には文化勲章を受章した。
代表作として『庭石』『新宿浦』『歴史』『土』『彩雲』『静日』『虹輪』などがある。
岩橋英遠の三男である岩橋崇至は、国際的な山岳写真家として知られている。

## 経歴
- 1903年  北海道空知郡江部乙村に生まれる。20歳頃まで農業に携わりながら油絵を描く。
- 1924年  日本画家を志して上京、山内多門に師事する。
- 1932年  山内没、一時青龍社に出品する。
- 1934年  新日本画研究会結成に参加する。再興第21回院展に初入選 （作品：『新宿うら』）
- 1937年  歴程美術協会結成に参加する。安田靫彦門下の研究会「火曜会」に入会する。
- 1936年  第1回帝展で初入選 （作品：『店頭囀声』）
- 1949年  第34回院展で奨励賞・白寿賞を受賞 （作品：『砂丘』）
- 1950年  再興第35回院展で大観賞を受賞 （作品：『明治』）
- 1951年  再興第36回院展で大観賞を受賞 （作品：『眠』）
- 1953年  日本美術院同人に推挙される。
- 1954年  前年の院展出品作で第4回芸術選奨文部大臣賞を受賞（作品：『庭石』）
- 1958年  東京芸術大学講師となる。
- 1959年  第44回院展で文部大臣賞受賞 （作品：『蝕』）
- 1960年  日本橋三越で初個展を開催する
- 1965年  東京芸術大学助教授となる
- 1967年  法隆寺金堂壁画模写に参加する
- 1968年  東京芸術大学教授となる （~1970年まで）
- 1972年  前年の院展出品作により日本芸術院賞を受賞 （作品：『鳴門』）[1]
- 1979年  第20回毎日芸術賞受賞。勲四等旭日小綬章受章。
- 1981年  日本芸術院会員となる。
- 1986年  東京芸術大学名誉教授となる。
- 1989年  文化功労者となる
- 1990年  渋谷Bunkamuraザ・ミュージアムにて回顧展を開催
- 1993年  日本橋三越で『画業70年・岩橋英遠展』を開催。北海道立近代美術館で『岩橋英遠と片岡球子展』を開催。
- 1994年  文化勲章受章。
- 1999年  7月12日 神奈川県相模原市にて逝去。享年96。

## 著作
- 『陸軍記念日の村の小学校』（1928年）
- 『新宿うら』（1934年）
- 『店頭囀声』（1936年）
- 『駅（青梅口）』（1937年）
- 『歴史』（1940年）
- 『猫』（1941年）
- 『砂丘』（1949年）
- 『明治』（1950年）
- 『眠』（1951年）
- 『庭石』（1953年）
- 『壁』（1955年、東京国立近代美術館蔵）
- 『蝕』（1959年、東京国立近代美術館蔵）
- 『鴇』（1960年、東京国立近代美術館蔵）
- 『習作』（1961年）
- 『仙』（1965年）
- 『鳴門』（1972年）
- 『憂北の人』（1970－79年）
- 『道産子追憶之巻』（1978－82年、北海道立近代美術館蔵）
  - この作品はかつて北海道放送のラジオのベリカードや、テレビ北海道の放送開始・終了時（1989年10月開局から1998年9月まで）にも使われていた。
  - 北海道の食品メーカーであるバルナバフーズ㈱のエントランスには、陶板の『道産子追憶之巻（複製）』が掲げられている。
- 『鳴門』（1971年、個人蔵）
- 『懸泉』（1972年、山種美術館蔵）
- 『双狗』（1976年、山種美術館蔵）
- 『カムイヌプリ』（1977年、山種美術館蔵）
- 『暎』（1977年、山種美術館蔵）
- 『彩雲』（1979年、北海道立釧路芸術館蔵）
- 『北の海（氷）/（陽）』（1980年、山種美術館蔵）
- 『翔鶴』（1980年、メナード美術館）
- 『雲のある溪谷』（1986年、山種美術館蔵）